# Gauliga Köln-Aachen 1942/43
Die Gauliga Köln-Aachen 1942/43 war die zweite Spielzeit der Gauliga Köln-Aachen des Fachamtes Fußball. Die Gauliga wurde in dieser Saison in einer Gruppe mit zehn Mannschaften im Rundenturnier ausgetragen. Am Ende setzte sich der SV Victoria Köln durch und wurde zum ersten Mal Gaumeister von Köln-Aachen. Dadurch qualifizierten sich die Kölner für die deutsche Fußballmeisterschaft 1942/43, bei der sie nach einem 2:0-Auswärtssieg gegen TuS Neuendorf das Achtelfinale erreichten. In diesem schieden die Kölner nach einer 0:5-Niederlage gegen den FV Saarbrücken aus. Die SG Düren 99 und der LSV Bonn stiegen in die 1. Klasse ab und spielten in der kommenden Spielzeit vorerst in dieser. Anfang November 1943 wurden diese beiden Vereine dann doch wieder in die Gauliga aufgenommen.

## Abschlusstabelle
| Pl. | Verein               | Sp. | S  | U | N  | Tore    | Quote | Punkte |
| --- | -------------------- | --- | -- | - | -- | ------- | ----- | ------ |
| 1.  | SV Victoria Köln     | 18  | 14 | 1 | 3  | 067:310 | 2,16  | 29:70  |
| 2.  | VfR Köln 04 rrh.     | 18  | 11 | 2 | 5  | 059:270 | 2,19  | 24:12  |
| 3.  | VfL Köln 1899 (M)    | 18  | 11 | 1 | 6  | 076:390 | 1,95  | 23:13  |
| 4.  | Mülheimer SV 06      | 18  | 9  | 3 | 6  | 053:380 | 1,39  | 21:15  |
| 5.  | Bonner FV 01         | 18  | 8  | 3 | 7  | 048:650 | 0,74  | 19:17  |
| 6.  | Alemannia Aachen (N) | 18  | 6  | 3 | 9  | 038:580 | 0,66  | 15:21  |
| 7.  | SSV Vingst 05 (N)    | 18  | 6  | 2 | 10 | 029:570 | 0,51  | 14:22  |
| 8.  | SpVgg Sülz           | 18  | 6  | 1 | 11 | 038:550 | 0,69  | 13:23  |
| 9.  | SG Düren 99          | 18  | 5  | 3 | 10 | 028:440 | 0,64  | 13:23  |
| 10. | LSV Bonn (N)         | 18  | 3  | 3 | 12 | 032:540 | 0,59  | 09:27  |

| (M) | Titelverteidiger             |
| (N) | Aufsteiger aus der 1. Klasse |

## Aufstiegsrunde
Qualifiziert waren die drei Staffelmeister aus der 1. Klasse Köln-Aachen 1942/43. 
Kreuztabelle
| 1942/43               | KOH | Bayenthaler SV | TUR |
| --------------------- | --- | -------------- | --- |
| Kohlscheider BC       |     | 2:6            | 5:3 |
| Bayenthaler SV        | 0:1 |                | 9:2 |
| KSG TuRa/Post-SV Bonn | 3:5 | 3:1            |     |

Abschlusstabelle
| Pl. | Verein                                           | Sp. | S | U | N | Tore    | Quote | Punkte |
| --- | ------------------------------------------------ | --- | - | - | - | ------- | ----- | ------ |
| 1.  | Kohlscheider BC (Sieger Staffel Aachen)          | 4   | 3 | 0 | 1 | 013:120 | 1,08  | 06:20  |
| 2.  | Bayenthaler SV (Sieger Staffel Köln)             | 4   | 2 | 0 | 2 | 016:800 | 2,00  | 04:40  |
| 3.  | KSG TuRa/Post-SV Bonn (Sieger Staffel Bonn-Sieg) | 4   | 1 | 0 | 3 | 011:200 | 0,55  | 02:60  |